# Milkwitz
Milkwitz, obersorbisch Miłkecyⓘ, ist ein Dorf im Nordosten des sächsischen Landkreises Bautzen. Es zählt zum sorbischen Siedlungsgebiet in der Oberlausitz und gehört zur Gemeinde Radibor.

## Geschichte

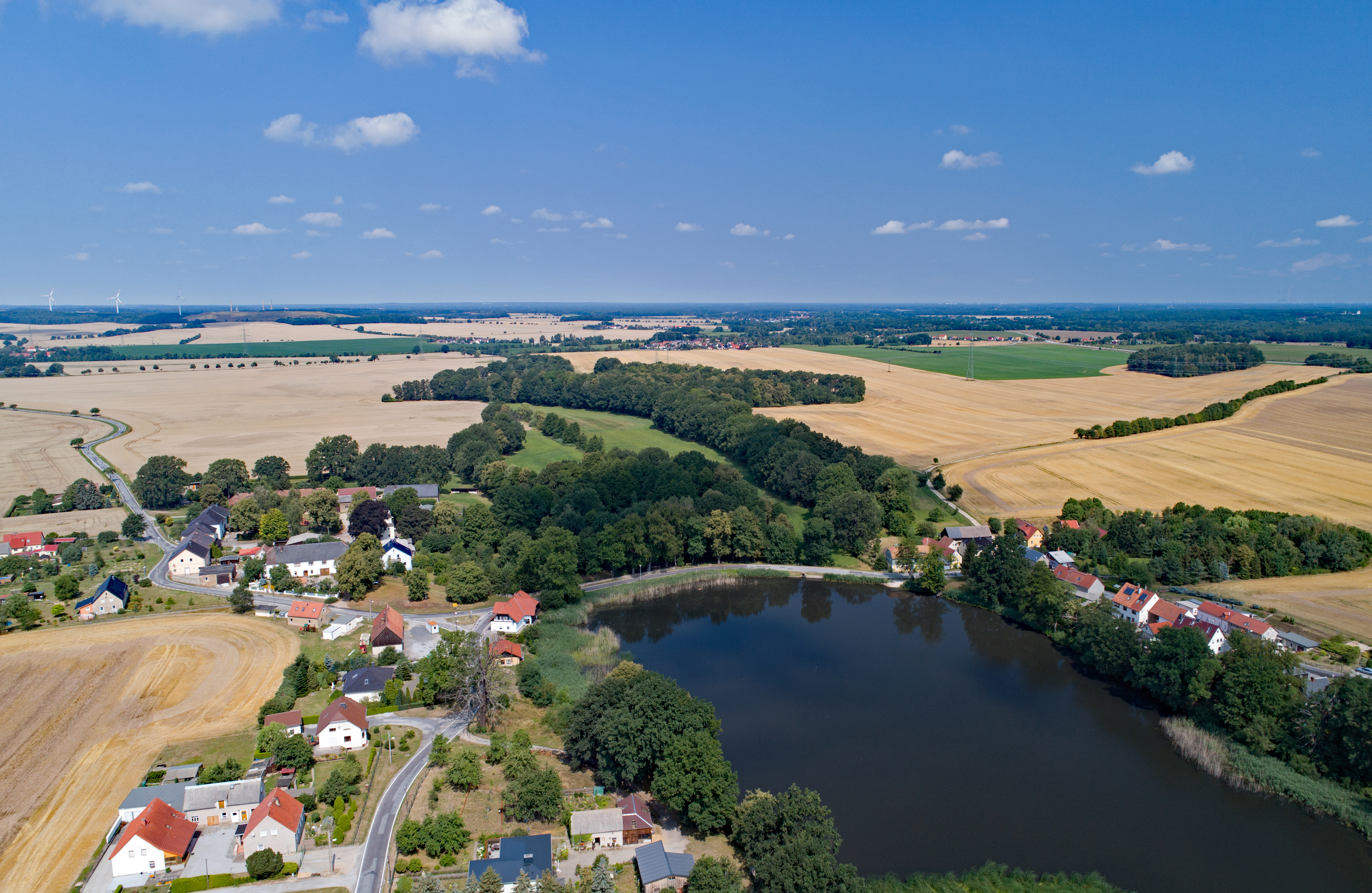
Luftbild (2018)
Die ehemalige Mühle steht rechts von der Bildmitte.

Milkwitz wurde im Jahr 1394 als Milkewicz erstmals urkundlich erwähnt. In der Folgezeit änderte sich der Ortsname von Milkewitz im Jahr 1528 über Milckwicz (1562) zu Milckwitz im Jahr 1791. Der Ort war zum Zeitpunkt seiner Ersterwähnung sowie ab 1580 Sitz eines Rittergutes, das auch die Grundherrschaft über das Dorf innehatte.
Am 25. Juli 1952 wurde Milkwitz dem Kreis Bautzen zugeordnet. Bis zum 1. Januar 1973 war Milkwitz eine eigenständige Landgemeinde (ab dem 1. April 1936 mit dem Ortsteil Strohschütz), dann wurde es der Gemeinde Kleinwelka eingegliedert. Zum 1. Januar 1994 wurde Kleinwelka nach Bautzen eingemeindet und Milkwitz wurde nach Radibor umgegliedert. Seit der sächsischen Kreisreform vom 1. August 2008 liegt der Ort im vergrößerten Landkreis Bautzen.

## Einwohnerentwicklung von Milkwitz
| Datum | Einwohner |
| ----- | --------- |
| 1777  | 5 Häusler |
| 1834  | 54        |
| 1871  | 77        |
| 1890  | 90        |
| 1910  | 159       |
| 1925  | 156       |
| 1939  | 171       |
| 1946  | 205       |
| 1950  | 231       |
| 1964  | 206       |
| 2008  | 99        |

Für seine Statistik über die sorbische Bevölkerung in der Oberlausitz ermittelte Arnošt Muka in den achtziger Jahren des 19. Jahrhunderts eine Bevölkerungszahl von 154, darunter 133 Sorben (86 %) und 21 Deutsche. Ernst Tschernik zählte in der Gemeinde Radibor 1956 noch einen sorbischsprachigen Anteil von 47,2 % der Bevölkerung. Seitdem ist der Gebrauch des Sorbischen im Ort weiter zurückgegangen.